# Зом, Симон
Симон Зом (нем. Simon Sohm; родился 11 апреля 2001) — швейцарский футболист, полузащитник итальянского клуба «Фиорентина» и сборной Швейцарии.

## Клубная карьера
Воспитанник футбольной академии «Цюриха». В июле 2018 года подписал свой первый профессиональный контракт с клубом. 28 октября 2018 года дебютировал в основном составе «Цюриха» в матче швейцарской Суперлиги против «Санкт-Галлена». 22 сентября 2019 года забил свой первый гол за «Цюрих» в матче швейцарской Суперлиги против «Туна».
4 октября 2020 года перешёл в «Парму», подписав с итальянским клубом пятилетний контракт. 18 октября 2020 года дебютировал в основном составе «Пармы» в матче итальянской Серии A против «Удинезе».

## Карьера в сборной
Выступал за сборные Швейцарии до 15, до 16, до 17, до 18 и до 19 лет.
В 2018 году в составе сборной Швейцарии до 17 лет принял участие в юношеском чемпионате Европы, сыграв в матчах группового этапа против Италии, Израиля и Англии.
7 октября 2020 года дебютировал в составе главной сборной Швейцарии в товарищеском матче против сборной Хорватии.